# Westerbroekermolenpolder
De Westerbroekermolenpolder is een voormalig waterschap in de provincie Groningen.
De polder waterde af via de Borgsloot.
Waterstaatkundig gezien ligt het gebied sinds 2000 binnen dat van het waterschap Hunze en Aa's.